# Sarra Zaafrani
Sarra Zaâfrani (in arabo سارة الزعفراني‎?; Tunisi, 26 gennaio 1963) è una politica, ingegnere e funzionaria tunisina, Primo ministro della Tunisia dal 21 marzo 2025.

## Biografia
Subentrata il 21 marzo 2025 a Kamel Maddouri, già nominato da Kaïs Saïed a causa della crisi economica e migratoria in Tunisia, dall’11 ottobre 2021 a quella data ha ricoperto il ruolo di Ministra delle Infrastrutture e dell’Ambiente e, dal 12 marzo al 25 agosto 2024, il ruolo di Ministra dei Trasporti ad interim.